# دانيال ألبرتو غونزاليس
دانيال ألبرتو غونزاليس (بالإسبانية: Daniel Alberto González)‏ (26 يناير 1991 في الأرجنتين - ) هو لاعب كرة قدم أرجنتيني في مركز الوسط.

## وصلات خارجية
- دانيال ألبرتو غونزاليس على موقع Soccerway.com (الإنجليزية)